# Lijst van rijksmonumenten in Aarle-Rixtel
Aarle-Rixtel telt 31 inschrijvingen in het rijksmonumentenregister. Hieronder een overzicht.
| Object                                                                   | Oorspronkelijke functie?  | Bouwjaar              | Architect                  | Locatie                          | Coördinaten?                  | Nr.?   | Afbeelding                                   |
| ------------------------------------------------------------------------ | ------------------------- | --------------------- | -------------------------- | -------------------------------- | ----------------------------- | ------ | -------------------------------------------- |
| Hagelkruis                                                               | Gedenkteken               | vermoedelijk 16e eeuw |                            | Hagelkruisweg bij 28             | 51° 30' 40" NB, 5° 37' 31" OL | 6935   | Meer afbeeldingen                            |
| R.K.Kerk van Onze Lieve Vrouw Presentatie                                | Kerk en kerkonderdeel     | 1844-1846             | E.C.B. Ridder van Rappard  | Dorpsstraat 5                    | 51° 30' 37" NB, 5° 38' 20" OL | 6936   | Meer afbeeldingen                            |
| Blauwe gietijzeren pomp                                                  | Straatmeubilair           |                       |                            | Dorpsstraat-Sengersweg           | 51° 30' 40" NB, 5° 38' 38" OL | 6937   | Meer afbeeldingen                            |
| Kapel van Onze Lieve Vrouw in 't Zand/Onze-Lieve-Vrouwe van Aarle-Rixtel | Kapel                     | ca. 1500              |                            | Bosscheweg 18                    | 51° 30' 28" NB, 5° 38' 14" OL | 6938   | Meer afbeeldingen                            |
| Hardstenen stoeppalen met kettingen                                      | Grensafbakening           |                       |                            | Dorpsstraat tegenover 16         | 51° 30' 36" NB, 5° 38' 20" OL | 6939   | Hardstenen stoeppalen met kettingen          |
| Langgevelboerderij                                                       | Boerderij                 | 1714                  |                            | Kannelustweg 8                   | 51° 30' 35" NB, 5° 38' 46" OL | 6940   | Meer afbeeldingen                            |
| Langgevelboerderij                                                       | Boerderij                 | 1883                  |                            | Kouwenberg 27                    | 51° 30' 33" NB, 5° 38' 12" OL | 6942   | Meer afbeeldingen                            |
| Kouwenbergs kerkje (voormalige hervormde kerk). Rechthoekig zaalkerkje   | Kerk en kerkonderdeel     | 1847                  | Arnoldus van Veggel        | Kouwenberg 29                    | 51° 30' 34" NB, 5° 38' 11" OL | 6943   | Meer afbeeldingen                            |
| Brabantse langgevelboerderij                                             | Boerderij                 | tweede kwart 19e eeuw |                            | Het Laar 3                       | 51° 31' 9" NB, 5° 37' 24" OL  | 6944   | Meer afbeeldingen                            |
| Brabantse langgevelboerderij                                             | Boerderij                 | eerste helft 19e eeuw |                            | Het Laar 12                      | 51° 30' 53" NB, 5° 36' 47" OL | 6945   | Brabantse langgevelboerderij                 |
| Tol- of wevershuisje                                                     | Woonhuis                  | 1785                  |                            | Opstal 2                         | 51° 30' 49" NB, 5° 37' 58" OL | 6946   | Meer afbeeldingen                            |
| Kempische langgevelboerderij                                             | Boerderij                 |                       |                            | Croylaan 11                      | 51° 29' 58" NB, 5° 37' 35" OL | 10437  | Meer afbeeldingen                            |
| Terrein met overblijfselen kasteel                                       | Archeologisch monument    | middeleeuwen          |                            | Bosscheweg                       | 51° 30' 14" NB, 5° 38' 35" OL | 45257  | Upload foto                                  |
| Terrein met overblijfselen kasteel                                       | Archeologisch monument    | Late middeleeuwen     |                            | Oliemolen                        | 51° 30' 36" NB, 5° 39' 19" OL | 45567  | Upload foto                                  |
| Klokkengieterij Petit & Fritsen                                          | Industrie                 | 1906                  |                            | Klokkengietersstraat 1-3         | 51° 30' 43" NB, 5° 38' 57" OL | 46886  | Meer afbeeldingen                            |
| Wegkruis                                                                 | Gedenkteken               | 1920                  |                            | Helmondseweg/Bosscheweg 79 (bij) | 51° 30' 24" NB, 5° 39' 2" OL  | 467381 | Wegkruis                                     |
| Croy: Hoofdgebouw                                                        | Kasteel, buitenplaats     | 1468                  |                            | Croylaan 14                      | 51° 30' 0" NB, 5° 37' 30" OL  | 515752 | Meer afbeeldingen                            |
| Croy: Parkaanleg                                                         | Tuin, park en plantsoen   | middeleeuwen          |                            | Croylaan bij 14                  | 51° 30' 3" NB, 5° 37' 31" OL  | 515754 | Meer afbeeldingen                            |
| Croy: Toegangsbrug                                                       | Tuin, park en plantsoen   | 1778                  |                            | Croylaan bij 14                  | 51° 30' 1" NB, 5° 37' 30" OL  | 515755 | Meer afbeeldingen                            |
| Croy: Poortgebouw                                                        | Bijgebouwen kastelen enz. | ca. 1500              |                            | Croylaan 10                      | 51° 29' 60" NB, 5° 37' 34" OL | 515756 | Meer afbeeldingen                            |
| Croy: Tuinmuur                                                           | Tuin, park en plantsoen   | 1604                  |                            | Croylaan 14                      | 51° 30' 0" NB, 5° 37' 33" OL  | 515757 | Upload foto                                  |
| Croy: Schaapskooi met duiventil                                          | Bijgebouwen kastelen enz. | ca. 1850              |                            | Croylaan bij 14                  | 51° 30' 2" NB, 5° 37' 27" OL  | 515758 | Meer afbeeldingen                            |
| Croy: Kasteelboerderij                                                   | Bijgebouwen kastelen enz. | ca. 1850-1860         |                            | Croylaan 11                      | 51° 30' 1" NB, 5° 37' 30" OL  | 515759 | Meer afbeeldingen                            |
| Heilig Hartbeeld                                                         | Gedenkteken               | 1925                  | Jules Déchin               | Dorpsstraat ongd                 | 51° 30' 38" NB, 5° 38' 19" OL | 520165 | Meer afbeeldingen                            |
| Raadhuis                                                                 | Bestuursgebouw en onderdl | 1855                  | Hendrik Jacobus van Tulder | Dorpsstraat 1                    | 51° 30' 36" NB, 5° 38' 17" OL | 520166 | Meer afbeeldingen                            |
| Huize Angela                                                             | Klooster, kloosteronderdl | Ca. 1895              |                            | Dorpsstraat 7                    | 51° 30' 38" NB, 5° 38' 22" OL | 520167 | Huize Angela                                 |
| Ambachtelijk-Traditionele langgevelboerderij                             | Woonhuis                  | 1886                  |                            | Dorpsstraat 98                   | 51° 30' 41" NB, 5° 38' 56" OL | 520168 | Ambachtelijk-Traditionele langgevelboerderij |
| Woonhuis met uurwerkfabriekje                                            | Onderdeel woningen e.d.   | 1926                  |                            | Kapellaan 1/Klokstraat 10        | 51° 30' 30" NB, 5° 38' 18" OL | 520170 | Woonhuis met uurwerkfabriekje                |
| Fabrikantenwoning met dienstwoningen                                     | Bedrijfs-,fabriekswoning  | Ca. 1880              |                            | Klokkengietersstraat 7-11        | 51° 30' 44" NB, 5° 38' 58" OL | 520171 | Fabrikantenwoning met dienstwoningen         |
| Muziektent                                                               | Welzijn, kunst en cultuur | 1924                  |                            | Kouwenberg                       | 51° 30' 34" NB, 5° 38' 15" OL | 520173 | Meer afbeeldingen                            |